# Кумляк
Кумляк — река в России, протекает по Пластовскому району Челябинской области. Устье реки находится в 175 км по правому берегу реки Увелька. Длина реки составляет 30 км.

## Данные водного реестра
По данным государственного водного реестра России относится к Иртышскому бассейновому округу, водохозяйственный участок реки — Увелька, речной подбассейн реки — Тобол. Речной бассейн реки — Иртыш.